# Альбія (Айова)
Альбія (англ. Albia) — місто (англ. city) в США, в окрузі Монро штату Айова. Населення — 3721 особа (2020).

## Географія
Альбія розташована за координатами 41°1′38″ пн. ш. 92°48′14″ зх. д. / 41.02722° пн. ш. 92.80389° зх. д. (41.027115, -92.803847).  За даними Бюро перепису населення США в 2010 році місто мало площу 8,25 км², уся площа — суходіл.

## Демографія
Згідно з переписом 2010 року, у місті мешкало 3766 осіб у 1540 домогосподарствах у складі 960 родин. Густота населення становила 456 осіб/км².  Було 1763 помешкання (214/км²).
Расовий склад населення:
| - 97,5 % — білих - 0,3 % — чорних або афроамериканців - 0,3 % — азіатів - 0,2 % — корінних американців |

До двох чи більше рас належало 1,3 %. Частка іспаномовних становила 1,9 % від усіх жителів.
За віковим діапазоном населення розподілялося таким чином: 25,1 % — особи молодші 18 років, 55,1 % — особи у віці 18—64 років, 19,8 % — особи у віці 65 років та старші. Медіана віку мешканця становила 40,0 року. На 100 осіб жіночої статі у місті припадало 94,1 чоловіків;  на 100 жінок у віці від 18 років та старших — 86,6 чоловіків також старших 18 років.
Середній дохід на одне домашнє господарство  становив 54 787 доларів США (медіана — 44 230), а середній дохід на одну сім'ю — 65 771 долар (медіана — 56 000). Медіана доходів становила 41 267 доларів для чоловіків та 37 337 доларів для жінок. За межею бідності перебувало 13,4 % осіб, у тому числі 12,5 % дітей у віці до 18 років та 20,7 % осіб у віці 65 років та старших.
Цивільне працевлаштоване населення становило 1610 осіб. Основні галузі зайнятості: освіта, охорона здоров'я та соціальна допомога — 38,2 %, виробництво — 16,6 %, роздрібна торгівля — 10,0 %, інформація — 6,8 %.